# Pyrostria
Pyrostria là một chi thực vật có hoa trong họ Thiến thảo (Rubiaceae).

## Loài
Chi Pyrostria gồm các loài: